# آردنن ۴۸۴۹
سیارک ۴۸۴۹ (به انگلیسی: 4849 Ardenne، نامگذاری:1936QV) چهار هزار و هشتصد و چهل و نهمین سیارک کشف شده‌است که در ۱۷ اوت ۱۹۳۶ و در هایدلبرگ کشف شد.
قدر مطلق سیارک برابر ۱۳٫۸۰ است.